# Iglesia de Nuestra Señora de la Divina Providencia (Providenciales)
La iglesia de Nuestra Señora de la Divina Providencia (en inglés: Church of Our Lady of Divine Providence) es el nombre que recibe un edificio religioso que esta vinculado a la Iglesia católica y se encuentra ubicado en Leeward Highway, en la isla de Providenciales parte del territorio británico de ultramar de las Islas Turcas y Caicos, en las Antillas.
El templo sigue el rito romano o latino y depende de la misión sui juris de las Islas Turcas y Caicos (Missio Sui Iuris Turcensium et Caicensium).
Los servicios religiosos ofrecidos en la iglesia se dan en inglés y adicionalmente en español y criollo haitiano algunos días.